# Kermia thorssoni
Kermia thorssoni é uma espécie de gastrópode do gênero Kermia, pertencente a família Raphitomidae.